# Ezkaton
Ezkaton es el sexto EP de la banda polaca de Black/Death metal Behemoth. Este trabajo fue lanzado en Norteamérica a través de Metal Blade Records el 11 de noviembre de 2008 y en Europa a través de Regain Records el 20 de noviembre de ese mismo año. El EP cuenta con siete canciones, las cuales incluyen un nuevo tema titulado Qadosh, una nueva versión de Chant for Ezkaton 2000 e.v., versiones en vivo de From the Pagan Vastlands y Decade ov Therion y finalmente con dos covers; uno de Master's Hammer de la canciónJama Pekel y el otro de Ramones de la canción I'm Not Jesus.
Las primeras cuatro canciones fueron grabadas durante la sesión de grabación del álbum The Apostasy en el Radio Gdańsk Studios desde noviembre del 2006 hasta marzo de 2007. Las otras tres canciones (que están en vivo) fueron grabadas en Leeuwarden, Países Bajos en octubre de 2007 durante la gira European Apostasy tour. 
Ezkaton también tiene una edición limitada que incluye cuatro 7-inch picture disc. La edición viene con un tema extra, Devilock (cover de The Misfits)en la tercera pista.

## Lista de canciones
CD normal y Digipak
1. Chant for Ezkaton 2000 e.v. (5:11)
2. Qadosh (4:58)
3. Jama Pekel (Master's Hammer cover) (3:59)
4. I'm Not Jesus (Ramones cover) (2:41)
5. From the Pagan Vastlands (en vivo) (3:01)
6. Decade ov Therion (en vivo) (2:56)
7. Chant for Ezkaton 2000 e.v. (en vivo) (5:07)

Todas las líricas compuestas por Krzysztof Azarewicz, toda la música compuesta por Nergal, excepto en las canciones; 3 - Jama Pekel (cover de Master´s Hammer), letra escrita por Storm, música ciompuesta por Fibiger, Necrocock, Storm. 4 - I´m Not Jesus (cover de Ramones), letra y música por Ritchie Ramone. 5 - From The Pagan Vastlands, letras compuestas por Tomasz Krajewski, música compuesta por Nergal
Edición limitada (Boxed Set)
1. Chant for Ezkaton 2000 e.v. (5:11)
2. Qadosh (4:58)
3. Jama Pekel (Master's Hammer cover) (3:59)
4. I'm Not Jesus (Ramones cover) (2:41)
5. Devilock (The Misfits cover) (1:16)
6. From the Pagan Vastlands (en vivo) (3:01)
7. Decade ov Therion (en vivo) (2:56)
8. Chant for Ezkaton 2000 e.v. (en vivo) (5:07)

Todas las líricas compuestas por Krzysztof Azarewicz, toda la música compuesta por Nergal, excepto en las canciones; 3 - Jama Pekel (cover de Master´s Hammer), letra escrita por Storm, música ciompuesta por Fibiger, Necrocock, Storm. 4 - I´m Not Jesus (cover de Ramones), letra y música por Ritchie Ramone. 5 - Devilock (Misfits cover), letras escritas por Glenn Danzig, música compuesta por Glenn Danzig. 6 - From The Pagan Vastlands, letras compuestas por Tomasz Krajewski, música compuesta por Nergal

## Lugar en listas
| Listas (2008)              | Posición |
| -------------------------- | -------- |
| U.S. Billboard Heatseekers | 26       |

## Integrantes y personal
- Adam "Nergal" Darski - Voz, Guitarra, Sintetizadores y Programación
- Tomasz "Orion" Wróblewski - Bajo
- Zbigniew Robert "Inferno" Promiński - Batería

## Miembros de sesión
- Patryk Dominik "Seth" Sztyber - guitarra

## Invitados
- Igor Hubík - voz en Jama Pekel
- Jiří "Big Boss " Valter - voz en Jama Pekel

## Otros créditos
- Tomasz Danilowicz - Concepto de la portada y dirección de arte
- Graal &ndash - Diseño de la portada
- Arkadiusz "Malta" Malczewski - ingeniero
- Bjorn Engelmann &ndash - masterización
- Grzegorz Piwkowski &ndash - masterización
- Daniel Bergstrand - mezclas
- Kuba Mankowski &ndash - grabación
- Krzysztof Azarewicz - Letras de las canciones